# Phonarellus humeralis
Phonarellus humeralis är en insektsart som först beskrevs av Walker, F. 1871.  Phonarellus humeralis ingår i släktet Phonarellus och familjen syrsor. Inga underarter finns listade i Catalogue of Life.